# 莫茨维莱尔
莫茨维莱尔（法語：Mortzwiller，发音：[mɔʁt͡svilɛʁ]；德语：Morzweiler）是法国上莱茵省的一个市镇，属于坦恩-盖布维莱尔区（Thann-Guebwiller）和马斯沃县（Masevaux）。该市镇总面积4.23平方公里，2009年时的人口为321人。

## 人口
莫茨维莱尔人口变化图示